# José María Restrepo Sáenz
José María Restrepo Sáenz (* 1880; † 1949) war ein kolumbianischer Historiker.
Restrepo Sáenz stammte aus einer Historikerfamilie. Sein Leben lang forschte er in den Archiven von Sevilla, Bogotá und im Departement Antioquía. Nach ihm ist die kolumbianische „Genealogische Forschungsgruppe José María Restrepo Sáenz“ (Grupo de investigaciones genealógicas José María Restrepo Sáenz) benannt, die seit einigen Jahren die Serie Genealogías de Santafé de Bogotá veröffentlicht.
Seine Enkelin Cecilia Restrepo Manrique ist Mitglied der Historischen Akademie Kolumbiens.